# Hala Widowiskowo-Sportowa Spodek
|  |

Sala Spectacolelor și Sporturilor „Spodek” (în poloneză Hala widowiskowo-sportowa Spodek), situată în Aleja Wojciecha Korfantego 35, este un complex sportiv multifuncțional din Katowice, Polonia. Complexul este propietatea orașului Katowice și este administrat de PTWP Event Center SRL (în poloneză PTWP Event Center spółka z ograniczoną odpowiedzialnością PTWP Event Center sp. z o.o.), parte a Grupul Societatea Poloneză pentru Sprijinul Întreprinzătorilor SA (în poloneză Grupa Polskie Towarzystwo Wspierania Przedsiębiorczości Spółka Akcyjna Grupa PTWP SA).

## Istoric și concept
Propunerea de a construi o sală nouă de sport în Katowice a apărut pentru prima oară în 1955. În 1959 un grup de arhitecți, din care făceau parte Maciej Gintowt, Maciej Krasiński și Jerzy Hryniewiecki, de la Biroul de Studii și Proiectări pentru Construcții Industriale din Varșovia (în poloneză Biura Studiów i Projektów Typowych Budownictwa Przemysłowego z Warszawy) au fost selecționați în urma unui concurs organizat de către Asociația Arhitecților Polonezi (în poloneză Stowarzyszenie Architektów Polskich) pentru a proiecta nouă sală de sport. Proiectul bazat pe principiul integrității tensionale sau compresiei flotante, a prevăzut o construcție circulară cu profil înclinat menținută în poziție de un sistem de cabluri portante. Compresia flotantă ori integritatea tensională este un principiu structural bazat pe un sistem de componente izolate într-o rețea aflată sub întindere continuă aranjate în așa fel încât elementele aflate sub compresie nu se ating în timp ce elementele aflate sub întindere delimitează sistemul în spațiu. Aceste forțe opuse, care se echilibrează reciproc de-a lungul structurii, oferă stabilitate acesteia. Structura clădirii a fost proiectată de către inginerul Wacław Zalewski, cel care a realizat structura gării din Katowice ori a magazinului Supersam din Varșovia. Inițial cladirea trebuia ridicată în Parcul Cultural și Recreativ din Chorzów (în poloneză Parku Kultury i Wypoczynku w Chorzowie) dar președintele Prezidiului Consiliului Popular al Voievodatului Katowice, generalul Jerzy Ziętek a dorit ca noua construcție să devină simbolul orașului Katowice și astfel a decis amplasarea ei în centrul orașului. Totodată destinația clădirii a fost schimbată de la una exclusiv dedicată sportului la una multifuncțională iar proiectul a fost extins pentru a include o sală secundară de sport, un patinoar, un bazin de înot și un hotel. Forma clădirii a rezultat din combinarea celor două roluri principale ale ei, o sală de sport și o sală de spectacole. Dispunerea auditoriului diferă în funcție de rolul îndeplinit, spectatorii la jocurile sportive sunt așezați circular cu terenul de joc în centru iar pentru spectacole aceștia sunt așezați unidirectional spre scenă. Conceptul original al clădirii a fost creat prin tăierea suprafaței conice a auditoriului cu un plan inclinat. Pentru a permite schimbarea rapidă și eficientă a rolurilor au fost implementate tribune mobile pentru spectatori, o scenă mobilă, trape și ferestre în dom. Locul ales pentru a ridica clădirea a prezentat numeroase dificultăți, existau unele excavări datorate activității miniere, tuneluri aproape de suprafață datorate activității siderurgice, un strat de cărbune în unele locuri până la 26 m adâncime și era localizat la aproximativ 100 m de o exploatare de cărbune care ajungea până la 300 m adâncime. Pentru proteja fundația în fața unor eventuale alunecări de teren aceasta a fost proiectată sub forma unui bol răsturnat legat de conul în care erau amplasate tribunele. Acest concept folosește simultan mișcarea pe orizontală cât și pe verticală a solului pentru a reduce riscul apariției de deformări în structura fundației. De asemenea acest concept a fost folosit și la proiectarea coloanelor, care sunt așezate în jurul perimetrului sălii și înclinate formând un con. La rândul lor cele 40 de coloane sunt formate din două părți conectate prin inele de oțel, unul superior și unul inferior. Partea superioară a unei coloane este un stâlp simplu și înclinat conectat prin intermediul unei articulații de inel, partea inferioară este un stâlp, numit braț oscilant, care oscilează în funcție de mișcarea solului. Astfel, în timp ce partea sa inferioară se mișcă odată cu deplasarea solului partea sa superioară coboară. Comportarea simultană a coloanelor în acest fel asigură rigiditatea clădirii. Fațada clădirii este formată dintr-un ansamblu de 120 de bări metalice dispuse de-a lungul conului, conectate în parte de sus la inelul superior iar în partea de jos la inelul inferior, cu o secțiune transversală trapezoidală din beton armat. În partea superioară a clădirii se află un dom, așezat pe un inel de oțel, care permite ventilația și iluminarea naturală a sălii. Domul este conectat de inelul superior de oțel prin intermediul unor grinzi cu zăbrele, pe care se sprijină acoperișul. Aceste 120 de grinzi sunt dispuse radial și sunt alcătuite fiecare din două mănunchiuri de cabluri separate prin stâlpi. Sala Voievodală a Spectacolelor și Sporturilor din Katowice (în poloneză Wojewódzka Hala Widowiskowo-Sportowa w Katowicach), cum s-a numit inițial, a fost construită între 1964-1971. Înaintea deschiderii integritatea construcției a fost testată cu ajutorul a 4 000 de soldați care au defilat prin cădire. A fost inaugurată pe 8 mai 1971 printr-o ceremonie la care au luat parte Edward Gierek, prim secretar al Partidului Muncitoresc Unit Polonez, Józef Cyrankiewicz, președinte al Consiliului de Stat al Republicii Populare Polonia și Piotr Jaroszewicz, prim ministru al Republicii Populare Polonia, în prezența a 12 000 de oameni și printr-un spectacol de gală la care au luat parte Ansamblul de Cântec și Dans „Śląsk”, Anna German și Ewa Decówna. După festivitatea de inaugurare, lucrul a fost reluat iar construcția a fost finalizată în decembrie 1971 cu un cost total de 800 000 000 zloți. Voievodatul Katowice, a fost proprietarul complexului din anii '70 și l-a administrat prin Parcul Voievodal Cultural și Recreativ din Chorzów (în poloneză Wojewódzkiego Parku Kultury i Wypoczynku w Chorzowie) (1971-1981) și Întreprinderea Voievodală pentru Spectacole și Sport (în poloneză Wojewódzkie Przedsiębiorstwo Widowiskowo-Sportowe) (1981-1992), până la începutul anilor '90 când a fost preluat de către orașul Katowice, care l-a administrat prin Întreprinderea Spectacolelor și Sporturilor Spodek (în poloneză Przedsiębiorstwo Widowiskowo-Sportowe Spodek) (1997-2008) și Centrul Orășenesc pentru Sport și Recreere Katowice (în poloneză Katowice Miejski Ośrodek Sportu i Rekreacji Katowice MOSiR) (2008-2016). Din 2016 complexul este administrat de către PTWP Event Center sp. z o.o. În 1972, complexul a găzduit „Wielka Wystawa Samochodów” (în română Marea Expoziție Auto) în cadrul căreia a fost prezentat publicului automobilul Polski Fiat 125p produs în Polonia sub licență Fiat de către Fabryka Samochodów Małolitrażowych (în română Fabrica de Automobile Mici). De-a lungul timpului sala principală a complexului a funcționat și ca cinematograf, filmele fiind proiectate pe cel mai mare ecran din Polonia, 22 m x 14 m. În 1973, filmul „W pustyni i w puszczy” (în română Prin pustiu și junglă) a fost vizionat de 104 000 spectatori iar „The Godfather” (în poloneză Ojciec chrzestny, în română Nașul) de către 60 000 spectatori. Începute în 1973 proiecțiile de filme au continuat până în 1992. Deoarece clădirea seamănă cu o „farfurie zburătoare”, la sfîrșitul anilor '70, publicul și presa au început să folosească numele „Spodek” (în română Farfurie). Între 2007 și 2009, clădirea a fost renovată cu costul a 70 000 000 zloți. A fost mărită capacitatea sălii, au fost instalate scaune noi, un sistem de iluminat nou, o instalație de aer condiționat, un ecran cilindric LED și o rețea Wi-Fi. Fațada clădirii a fost renovată între 2011 și 2012 iar cele 30 000 de plăcuțe din azbociment de pe fațadă au fost înlocuite cu unele din aluminiu, astfel s-au îndepărtat 100 tone de azbest. În 2024 suprafața de joc a sălii principale a complexului a fost înlocuită cu una din scândură de fag.

Conceptul construcției.
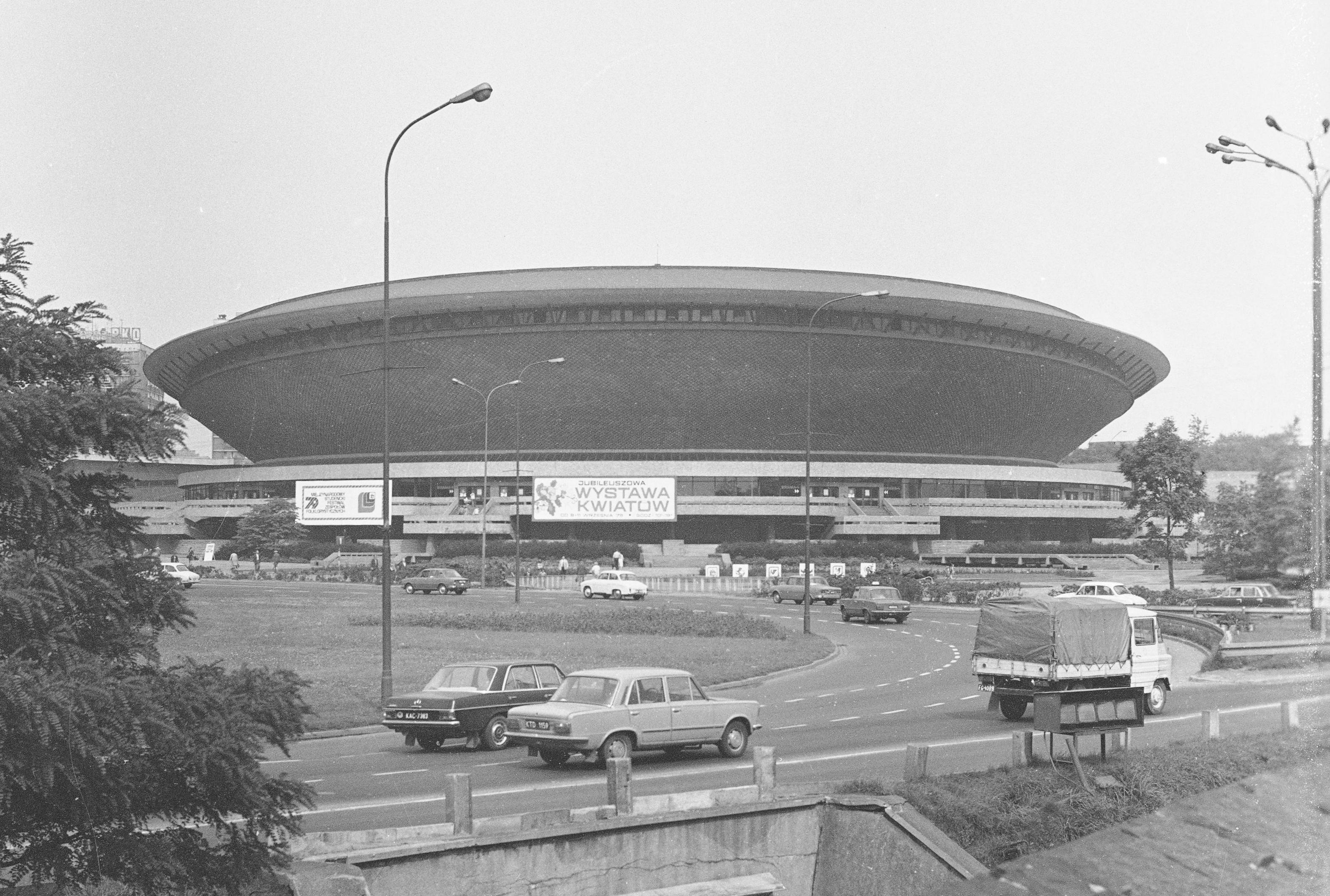
Complexul „Spodek” în 1979.
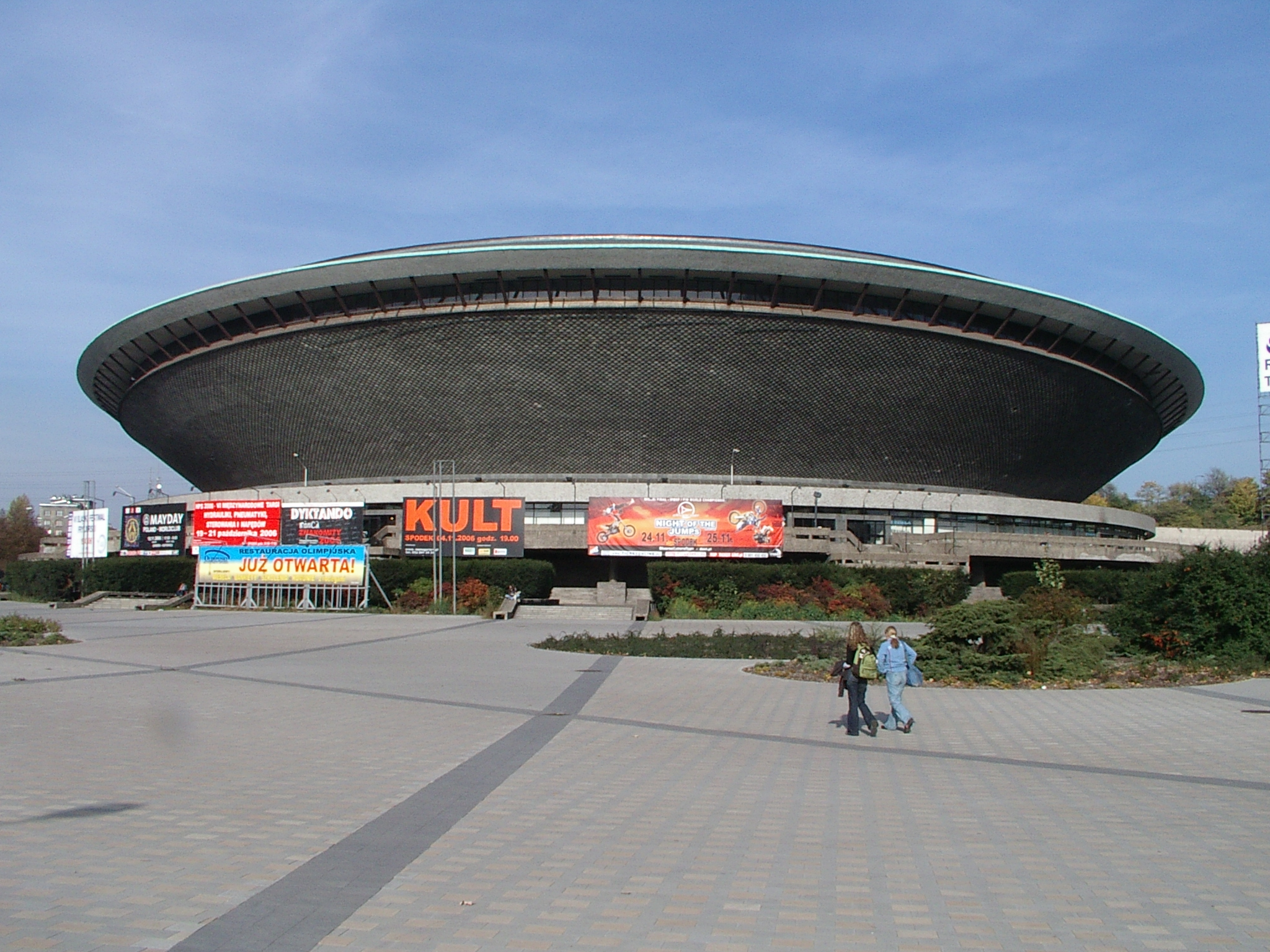
Complexul „Spodek” în 2006.
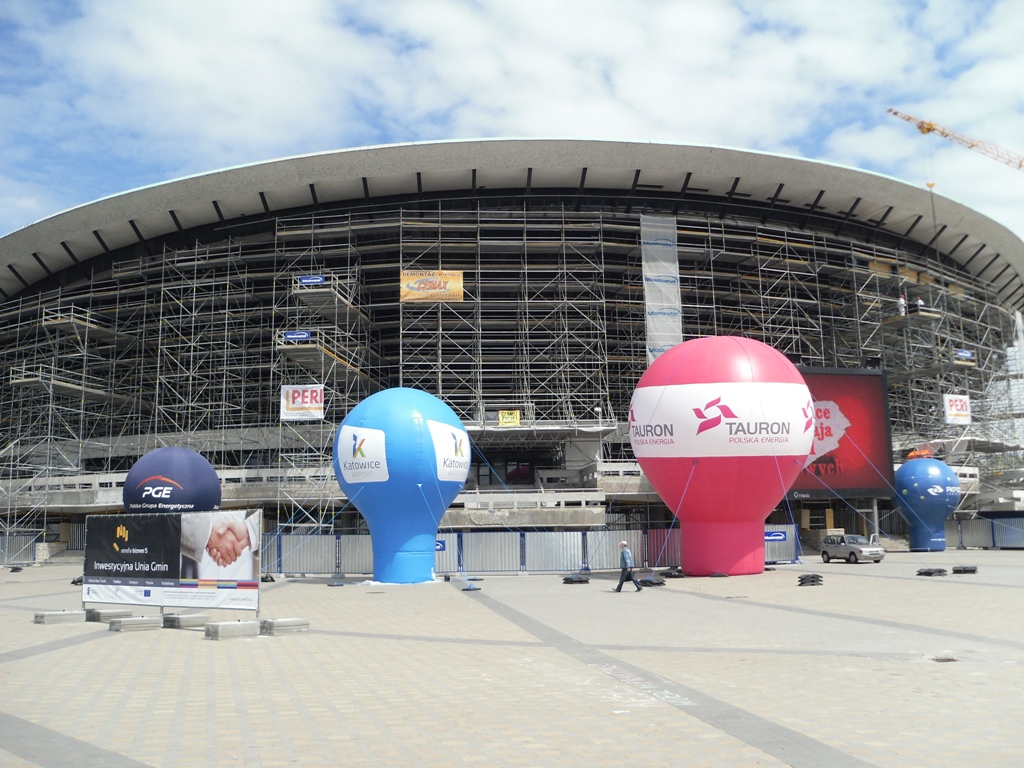
Complexul „Spodek” în timpul renovării fațadei în 2011.
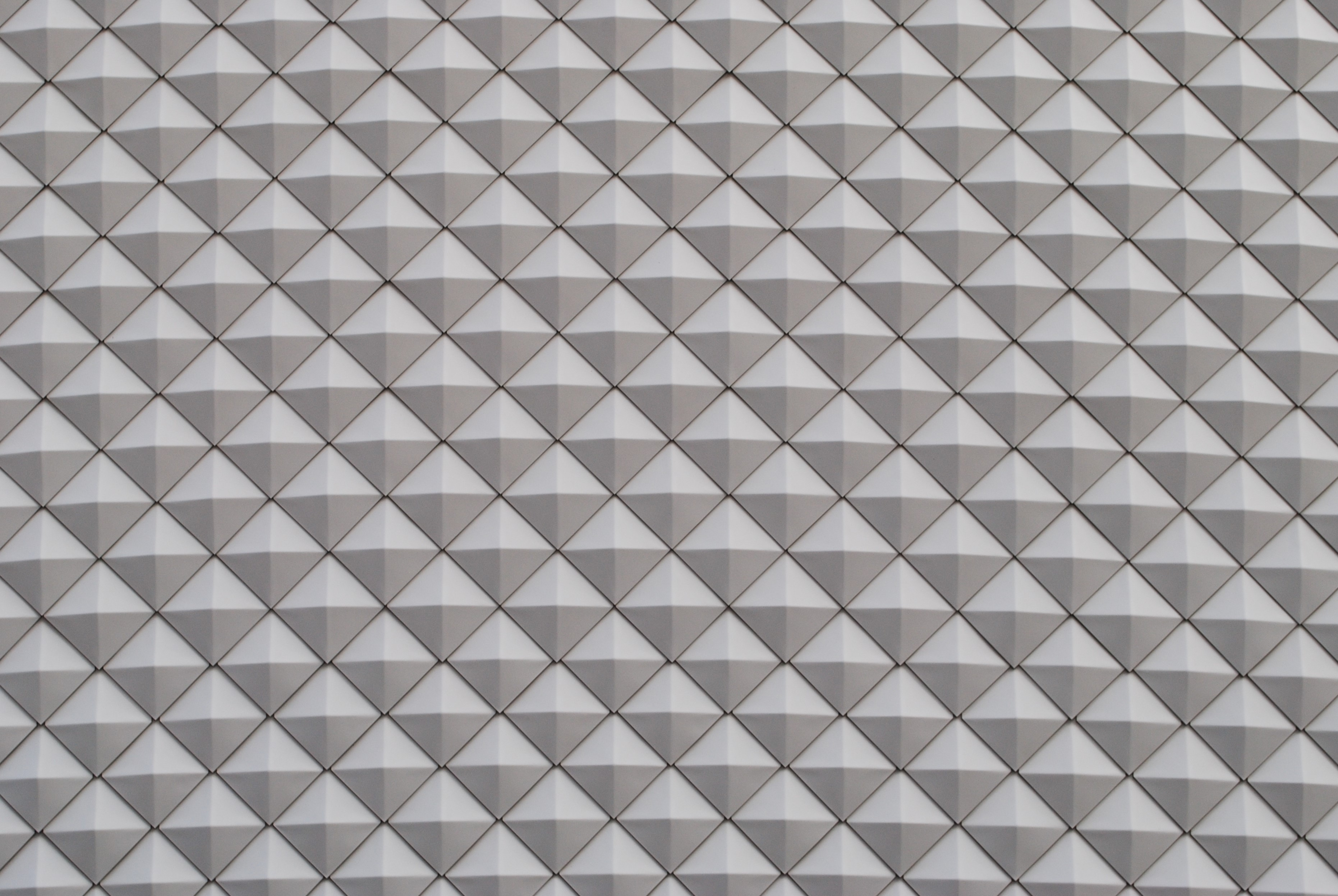
Plăcuțele noi de aluminiu de pe fațada complexului montate în 2011.
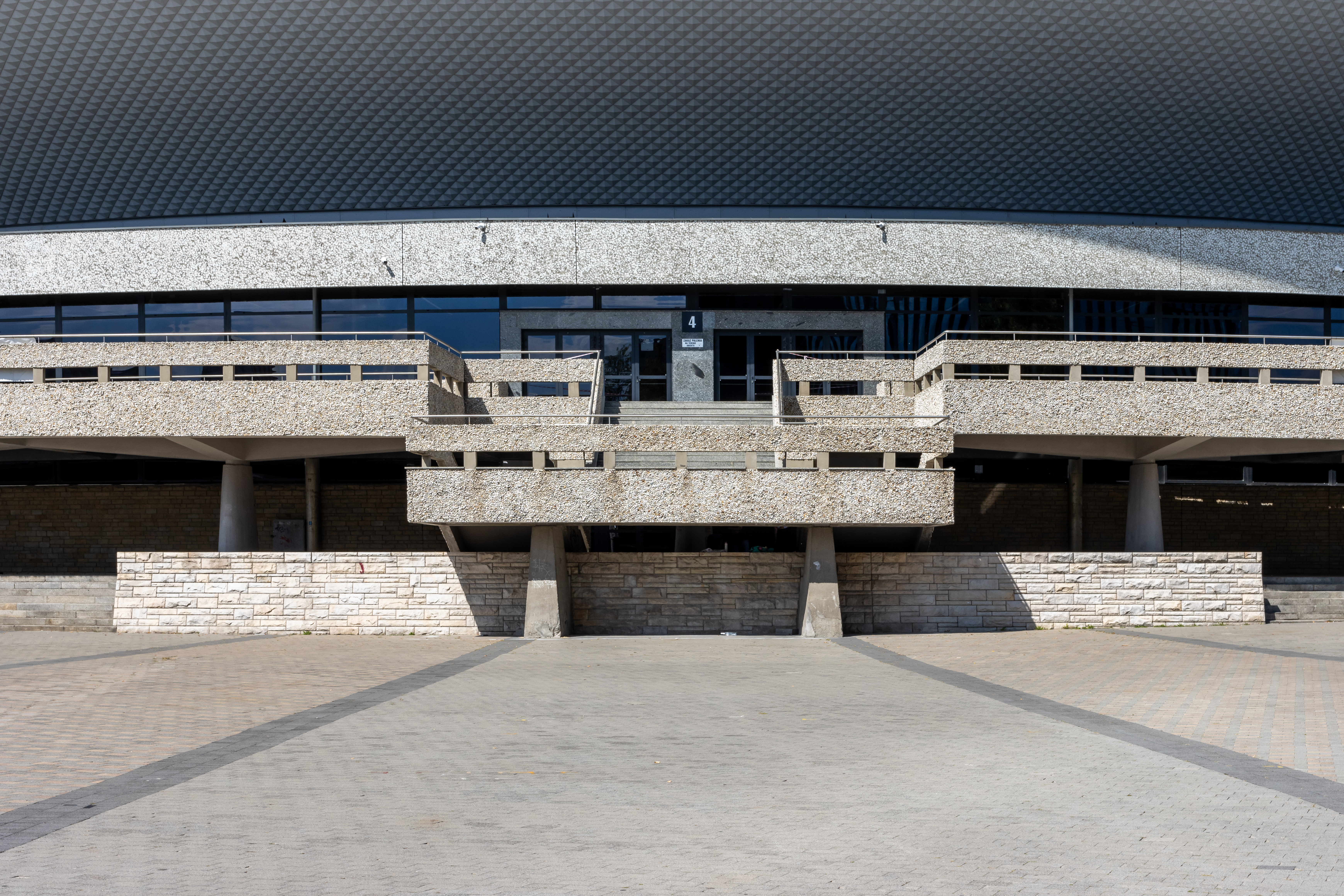
Una dintre căile de acces.

## Structura complexului
Complexul multifuncțional este format dintr-o sală pentru sport și spectacole, o sală de sport, un patinoar, un bazin de înot cu saună și un hotel cu o arie de 70 000 m2, o suprafață utilă de 29 473 m2 și un volum de 338 732 m3. Acestea sunt conectate printr-un spațiu numit mezanin cu o suprafață de 3 658 m2.
Sala principală a complexului are o suprafață de 15 386 m2, un volum de 246 624 m3 și un diametru de 126 m, dispune de un teren de joc care măsoară 44,6 m x 60 m și poate găzdui 11 016 spectatori la evenimente sportive, dintre care 9 351 spectatori în tribune fixe și 1 665 spectatori în tribune mobile, distribuiți în 35 de sectoare. La spectacole sala poate găzdui 7 476 spectatori iar dacă se folosește și terenul de joc 8 764 spectatori. Accesul în sală se face prin intermediul a 19 scări din mezanin.
Patinoarul are o suprafață de 5 954 m2 și un volum de 35 500 m3, dispune de un teren de joc care măsoară 30 m x 60 m și poate găzdui 1 183 spectatori. Echipa de hochei pe gheață GKS Katowice își desfășoară meciurile de pe teren propiu în acest patinoar. Sala de sport are o suprafață de 1 490 m2 și un volum de 11 631 m3, dispune de un teren de joc care măsoară 30 m x 30 m și poate găzdui 362 spectatori. Complexul dispune de un bazin de înot cu dimensiunile 15 m x 9 m, o saună uscată și una cu aburi. Hotelul complexului dispune de 30 de camere cu dimensiunile de 12 m2, 14 m2, 16 m2 și 30 m2 și o sală de conferințe de 100 m2.
Complexul este conectat printr-un pasaj subteran de Centrul Internațional de Congrese (în poloneză Międzynarodowym Centrum Kongresowym).

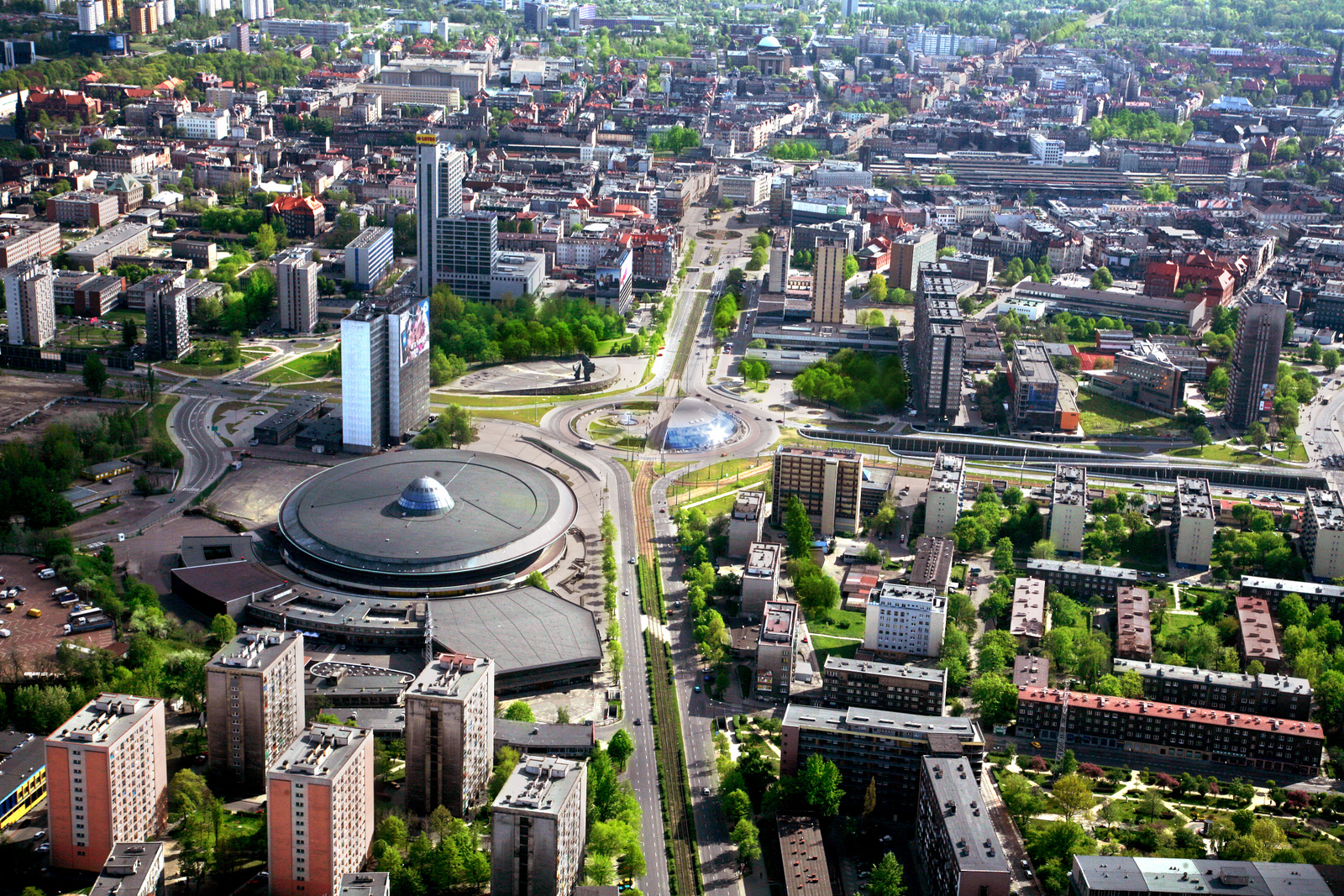
Vedere aeriană a complexului „Spodek”. În plan apropiat se pot observa patinoarul, sala secundară și hotelul.
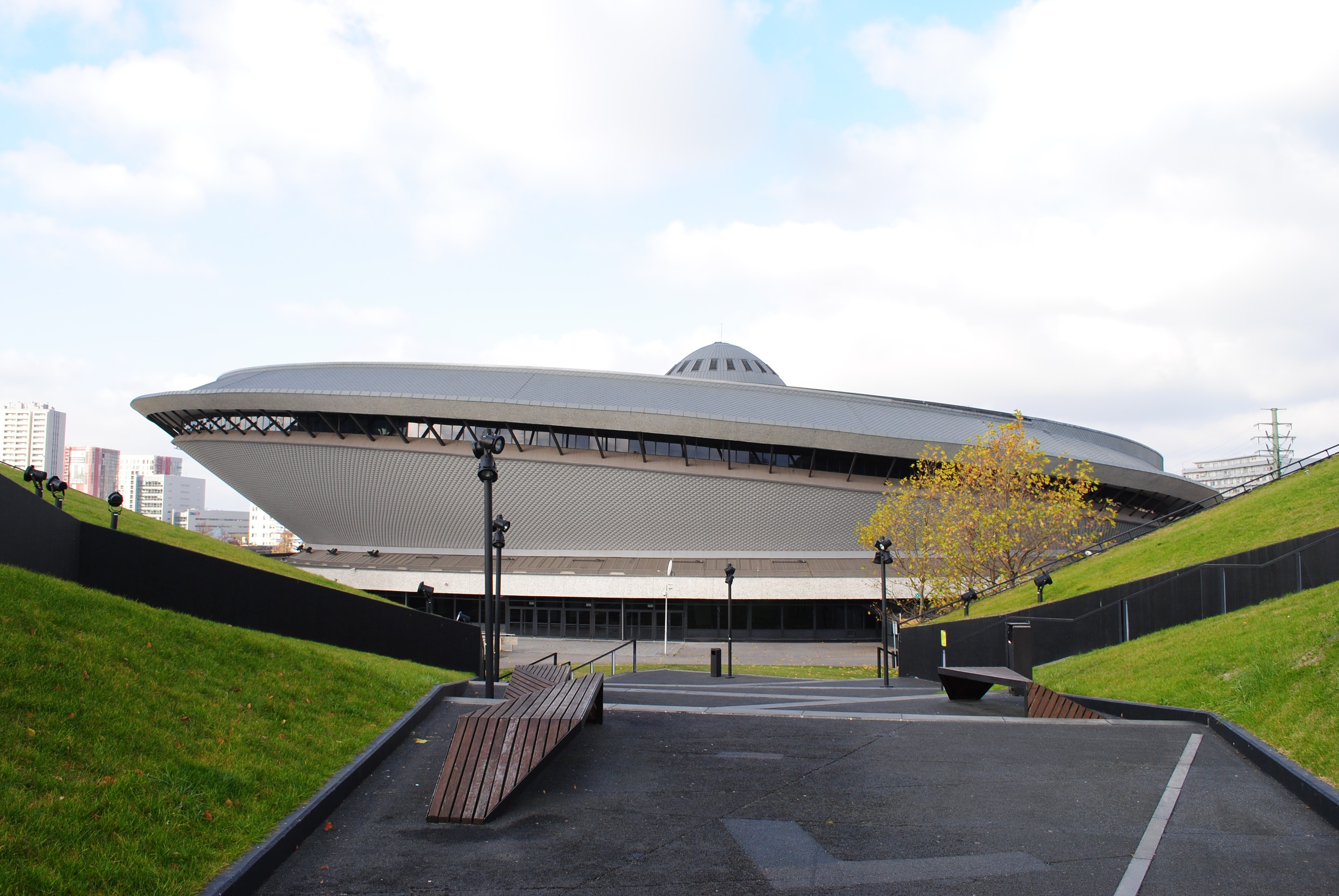
Complexul „Spodek” văzut dinspre Centrul Internațional de Congrese.
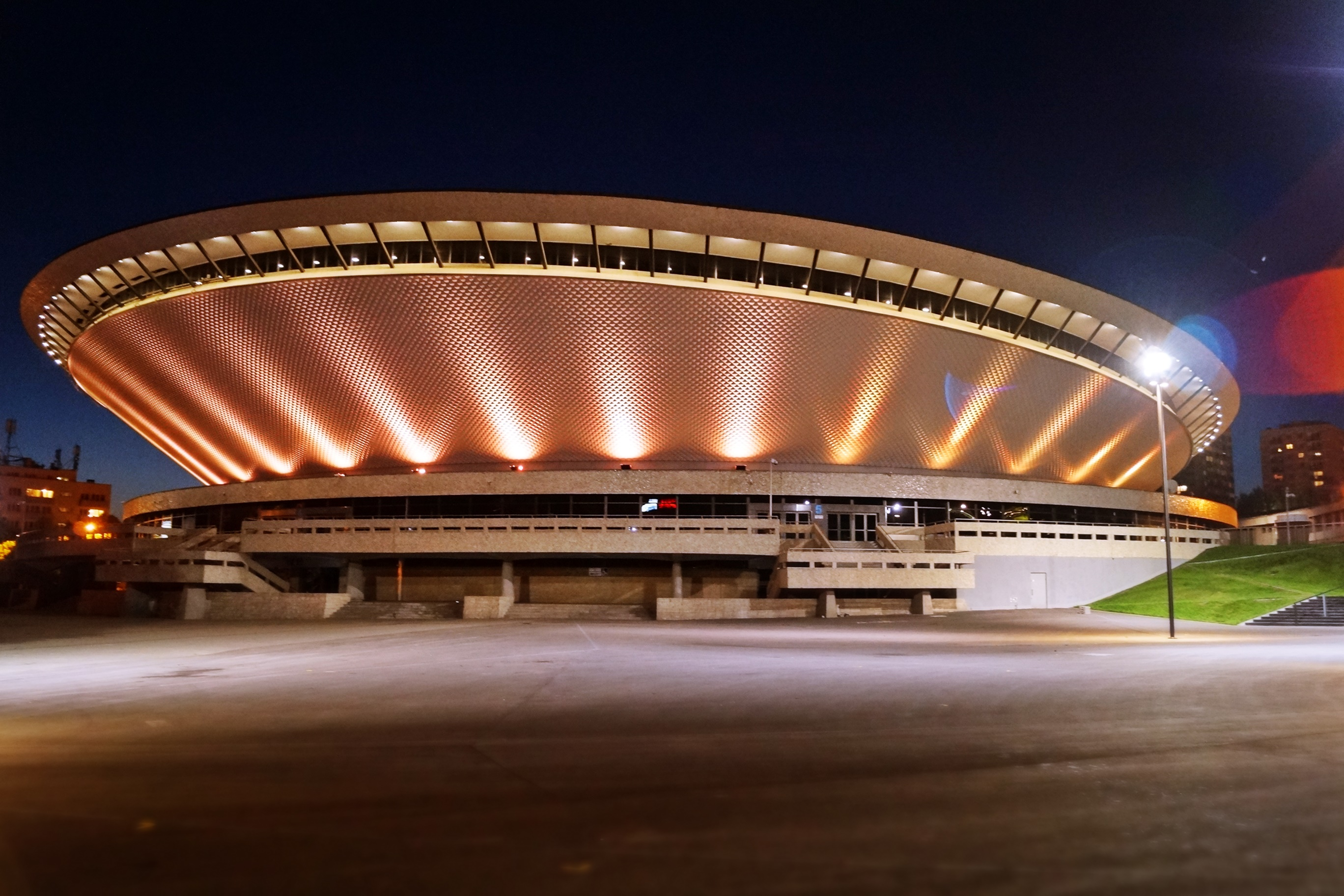
Complexul „Spodek” văzut noaptea.
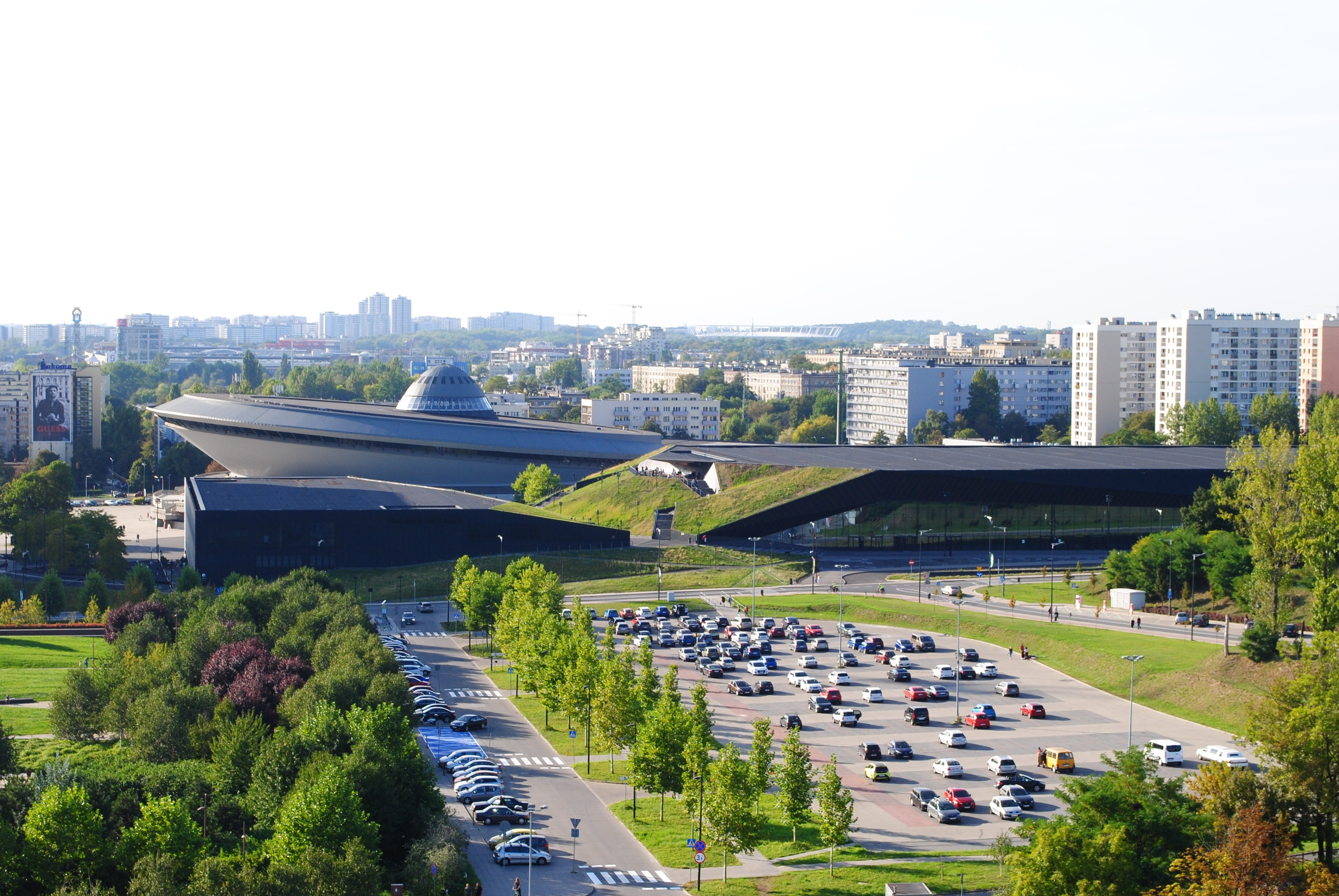
Complexul „Spodek” și Centrul Internațional de Congrese.
Planul Sălii Spectacolelor și Sporturilor „Spodek”.

## Acces și facilități
Complexul este situat în centrul orașului Katowice, aproape de intersecția dintre Aleja Wojciecha Korfantego și Aleja Walentego Roździeńskiego, în partea numită „Zona Culturală” (în poloneză Strefa Kultury), alături de sediul Orchestrei Naționale Simfonice a Radioului Polonez (în poloneză Narodowej Orkiestry Symfonicznej Polskiego Radia) și Muzeul Sileziei (în poloneză Muzeum Śląskim), la aproximativ 2 km de gara Katowice PKP, la aproximativ 13 km de autostrada A4 (Drumul european E60), nodul rutier Mysłowice Brzęczkowice și la aproximativ 38 km de autostrada A1 (E75), nodul rutier Gliwice Sośnica. „Zona Culturală” este situată pe locul fostei mine Katowice și a fost creată cu ajutorul fondurilor europene. Lângă complex se află stațiile de transport public Katowice Rondo, Katowice Spodek, Katowice Aleja Korfantego, Katowice Chorzowska, Katowice Strefa Kultury NOSPR și Katowice Uniwersytet Śląski deservite de mijloacele de transport ale operatorului ZTM (Zarząd Transportu Metropolitalnego). Cel mai apropiat aeroport este Aeroportul Internațional „Wojciech Korfanty” Katowice (în poloneză Międzynarodowy Port Lotniczy Katowice im. Wojciecha Korfantego w Pyrzowicach / Międzynarodowy Port Lotniczy Katowice imienia Wojciecha Korfantego w Pyrzowicach) situat la aproximativ 30 km în Pyrzowice, districtul Ożarowice, comitatul Tarnowskie Góry. Pentru a facilita traficul și a reduce aglomerația în Katowice spectatorii complexului au la dispoziție mai multe terminale multimodale. Pentru spectatori, în imediata apropiere, în „Zona Culturală”, se găsesc trei parcări cu plată. Alte trei parcări cu plată, cu 2 130 de locuri în total, se găsesc în afara „Zonei Culturale”.
Complexul dispune de o bucătărie, un bufet și 10 standuri gastronomice situate la mezanin iar în funcție de necesități se pot instala și standuri temporare gastronomice. De asemenea, complexul dispune de facilități pentru servicii medicale de urgență și pompieri iar în timpul evenimentelor desfășurate în incintă poate funcționa temporar o secție de poliție.

## Evenimente găzduite

### Sport
- Campionatul European de Lupte din 1972[41][19];
- Competiția de lupte greco-romane din cadrul Campionatului Mondial de Lupte din 1974[19];
- Campionatul European de Atletism în sală din 1975[41];
- Campionatul European de Box din 1975[19];
- Campionatul Mondial de Hochei pe Gheață Masculin din 1976[19];
- Turneul demonstrativ de tenis „Marele Turneu al celor 4 Ași” din 1976[19];
- Competiția de lupte greco-romane din cadrul Campionatului Mondial de Lupte din 1982[19];
- Campionatul European de Haltere din 1985[42];
- Turneul demonstrativ de tenis „Vizitatorii de la Masters” din 1994[19];
- Campionatul Mondial de Hochei pe Gheață Masculin din 1997[43][44][19];
- Campionatul European de Baschet Feminin din 1999[41][19];
- Campionatul Mondial de Hochei pe Gheață Masculin din 2000[45][44][19];
- Turneul Final al Ligii Mondiale de Volei din 2001[46][47];
- Meciul demonstrativ de hochei pe gheață „Stele de Crăciun” din 2004[19];
- Turneul Final al Ligii Mondiale de Volei din 2007[48][19];
- Campionatul European de Baschet Masculin din 2009[23][49];
- Campionatul European de Volei Feminin din 2009[50];
- Campionatul European de Baschet Feminin din 2011[51];
- Turneul de tenis Katowice Open[52][19];
- Campionatul Mondial de Volei Masculin din 2014[53][19];
- Campionatul European de Handbal Masculin din 2016[54];
- Campionatul Mondial de Hochei pe Gheață Masculin din 2016[55][19];
- Campionatul European de Volei Masculin din 2017[56];
- Campionatul European de Volei Masculin din 2021[57];
- Campionatul Mondial de Volei Masculin din 2022[58];
- Campionatul Mondial de Handbal Masculin din 2023[59];
- Supercupa Poloniei la Volei Masculin din 2024[60][61];

### Concerte
| - 17 octombrie 1979 Eric Clapton; - 1 martie 1980 Suzi Quatro; - 10 iulie 1980 Dżem; - 18 și 19 august 1981 Kraftwerk; - 2 decembrie 1981 Tina Turner; - 7 și 8 august 1982 Budgie; - 6 iunie 1983 Dire Straits; - 26 aprilie 1984 Elton John; - 14 septembrie 1986 Martyna Jakubowicz; - 10 și 11 februarie 1987 Metallica; - 2 și 3 noiembrie 1987 Cliff Richard; - 20 octombrie 1991 Chris Rea; - 16 noiembrie 1991 Kult; - 25 februarie 1992 Europe; - 20 iunie 1992 Dżem; - 8 ianuarie 1994 Perfect; - 23 septembrie 1994 Basia; - 9 octombrie 1994 Hey; - 19 mai 1995 Skunk Anansie; - 20 iunie 1995 Joe Cocker; - 3 iunie 1996 Deep Purple; - 11 iunie 1996 Simply Red; - 9 iulie 1996 Bryan Adams; - 9 iulie 1996 Melissa Etheridge; - 8 septembrie 1996 Metallica; - 14 noiembrie 1996 Status Quo; - 15 noiembrie 1996 The Cure; - 28 decembrie 1996 The Prodigy; - 13 ianuarie 1997 Sting; - 10 februarie 1997 ZZ Top; - 24 mai 1997 Supertramp; - 11 iunie 1997 Jethro Tull; - 21 iunie 1997 Jean Michel Jarre; - 22 iunie 1997 Emerson, Lake & Palmer; - 15 iulie 1997 Faith No More; | - 31 ianuarie 1998 Genesis; - 26 februarie 1998 Jimmy Page & Robert Plant; - 28 martie 1998 Dimmu Borgir; - 26 aprilie 1998 The Prodigy; - 10 iunie 1998 Black Sabbath; - 24 iunie 1998 Deep Purple; - 17 iulie 1998 Joe Cocker; - 12 septembrie 1998 Iron Maiden; - 30 mai 1999 Jethro Tull; - 25 iulie 1999 Mike Oldfield; - 22 octombrie 1999 Kult; - 8 iunie 2000 Korn; - 13 martie 2000 Sting; - 15 și 16 iunie 2000 Pearl Jam; - 26 octombrie 2001 Yes; - 1 februarie 2002 Slipknot; - 5 martie 2002 Pezet; - 25 aprilie 2002 The Cranberries; - 25 aprilie 2002 Patrycja Markowska; - 15 iunie 2002 Procol Harum; - 17 iulie 2002 Jamiroquai; - 19 iulie 2002 Gary Moore; - 10 noiembrie 2002 Paul van Dyk; - 21 martie 2003 Paktofonika; - 6 noiembrie 2003 Robbie Williams; - 7 noiembrie 2003 Dave Gahan; - 15 noiembrie 2003 Def Leppard; - 6 mai 2005 Mark Knopfler; - 6 iunie 2005 Avril Lavigne; - 7 iunie 2005 Green Day; - 29 octombrie 2005 DJ BoBo; - 4 martie 2006 Nevermore; - 14 martie 2006 Depeche Mode; - 12 iunie 2007 Riverside; - 20 iunie 2007 Mech; | - 19 februarie 2007 The Cure; - 10 noiembrie 2007 Józef Skrzek; - 29 octombrie 2009 Slade; - 4 octombrie 2010 Leonard Cohen; - 30 octombrie 2010 SBB; - 26 februarie 2011 Strachy na Lachy; - 3 mai 2011 Myslovitz; - 28 mai 2011 Ewa Farna; - 28 mai 2011 Natalia Kills; - 13 noiembrie 2011 Jean Michel Jarre; - 28 noiembrie 2011 Whitesnake; - 11 februarie 2012 Thomas Anders; - 30 martie 2012 Lady Pank; - 13 februarie 2013 Slash featuring Myles Kennedy and the Conspirators; - 14 februarie 2014 Bad Boys Blue; - 17 mai 2014 Manowar; - 10 iunie 2014 Nine Inch Nails; - 8 noiembrie 2014 ATB; - 13 februarie 2016 Limahl; - 16 noiembrie 2016 Alter Bridge; - 16 mai 2017 Dream Theater; - 27 ianuarie 2018 Orkiestra Polskiego Radia w Warszawie; - 9 februarie 2018 Kasia Kowalska; - 13 iunie 2018 Judas Priest; - 20 octombrie 2018 Bonnie Tyler; - 27 octombrie 2018 Dawid Podsiadło; - 26 aprilie 2019 Chris Norman; - 22 mai 2019 Joe Bonamassa; - 10 noiembrie 2021 Charlotte de Witte; - 29 ianuarie 2022 Edyta Bartosiewicz; - 28 aprilie 2023 Tori Amos; - 17 februarie 2024 Thomas Anders; - 31 octombrie 2024 DJ BoBo; - 18 decembrie 2024 Daria Zawiałow; |

### Festivaluri
- Odjazdy[63][41][62][19];
- Festiwal Piosenki Żeglarskiej „Tratwa”[64];
- Metalmania[6][41][62][19];
- Metal Battle[62];
- Mayday[6][41][62][19];
- Rawa Blues Festival[6][62][19];
- Metal Hammer Festival[62];
- Metal Hammer Festival Prog Edition[62];
- Mystic Festival[62];
- Summer Fog Festival[62];
- Śląski Rap Festiwal[62];
- Juwenalia Śląskie[62];
- Triple Thrash Triumph[62];
- BEKSIŃSKI.LIVE Katowice[62];
- Rockowe Kobiety[62];

### Divertisment
- Proiecții de filme (1973-1992)[4][18];
- Teatru „Tragedia Romantyczna” (în română Tragedia Romantică)[19];
- Teatrul muzical „Metro”[65][19], „Hair”[19] și „Scripcarul pe acoperiș”[19];
- Spectacolul „Holiday on Ice”[19];
- Spectacolul „Disney on Ice”[19];
- Spectacole de circ[19];

### Expoziții și târguri
- Wielka Wystawa Samochodów (în română Marea Expoziție Auto)[4][18];
- Międzynarodowe Targi Górnictwa, Przemysłu Energetycznego i Hutniczego „KATOWICE” (în română Târgul Internațional al Industriei miniere, energetice și metalurgice „KATOWICE”)[6];
- ProfiAuto Show (în română Salonul ProfiAuto)[6];
- Targi Ślubne (în română Târgul de nunți)[6];
- Międzynarodowa Wystawa Psów Rasowych (în română Expoziția Internațională de Câini de Rasă)[6];
- Wystawa „Skarby Ziemi” (în română Expoziția „Comorile Pământului”)[6];
- Ogólnopolskie Targi „Edukacja” (în română Târgul Național „Educația”)[66];

### Congrese și conferințe
- Conferința Națiunilor Unite privind Schimbările Climatice din 2018 sau COP 24 (în poloneză Konferencja Narodów Zjednoczonych w sprawie Zmian Klimatu, Katowice 2018, în engleză 2018 United Nations Climate Change Conference)[67][19];
- Europejskiego Kongresu Gospodarczego (în română Congresul Economic European)[68][41];
- Conferința MicroTAS 2023[69];
- Conferința PRECOP 28[70];

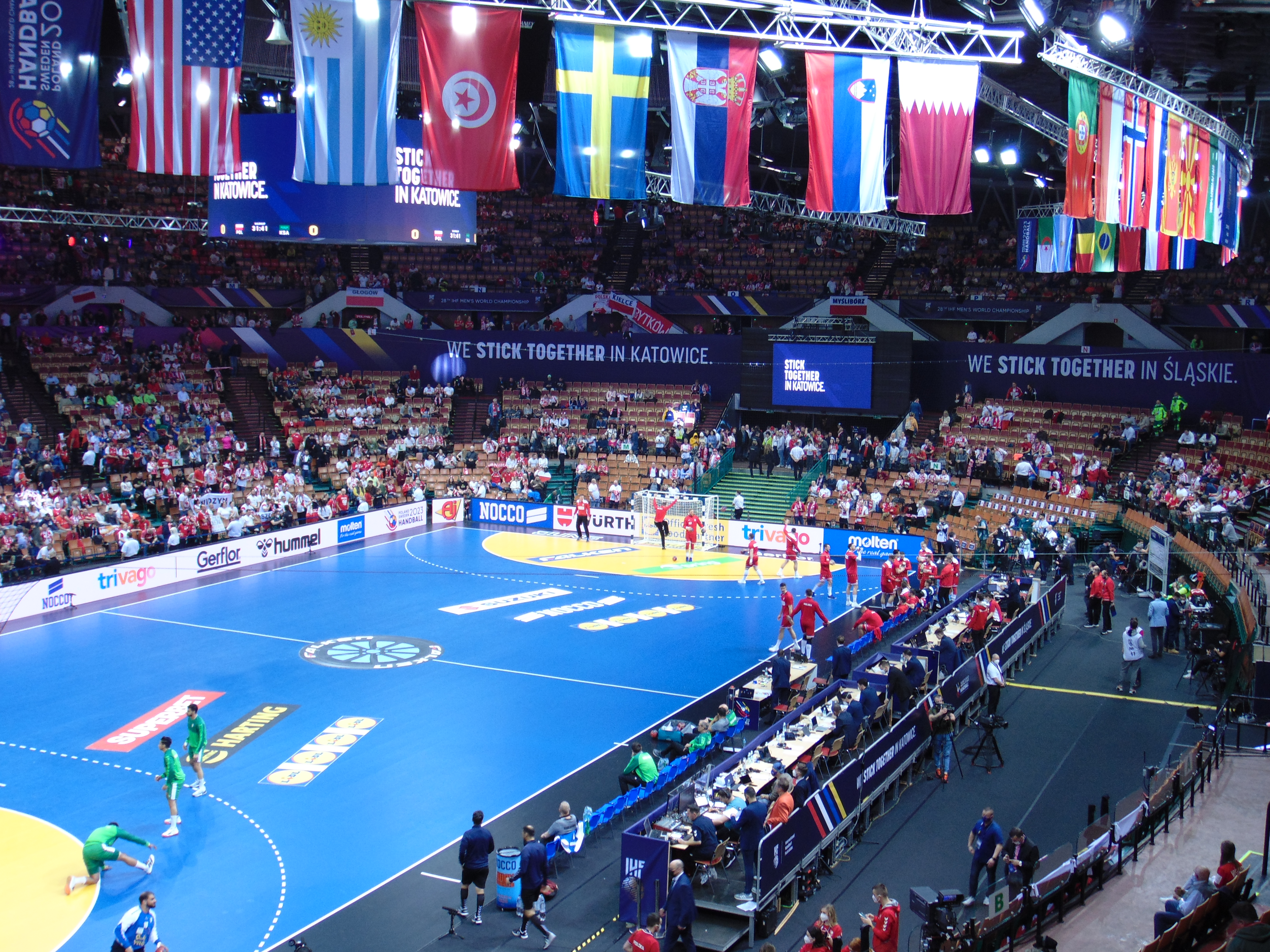
Instantaneu de la Campionatul Mondial de Handbal Masculin din 2023.
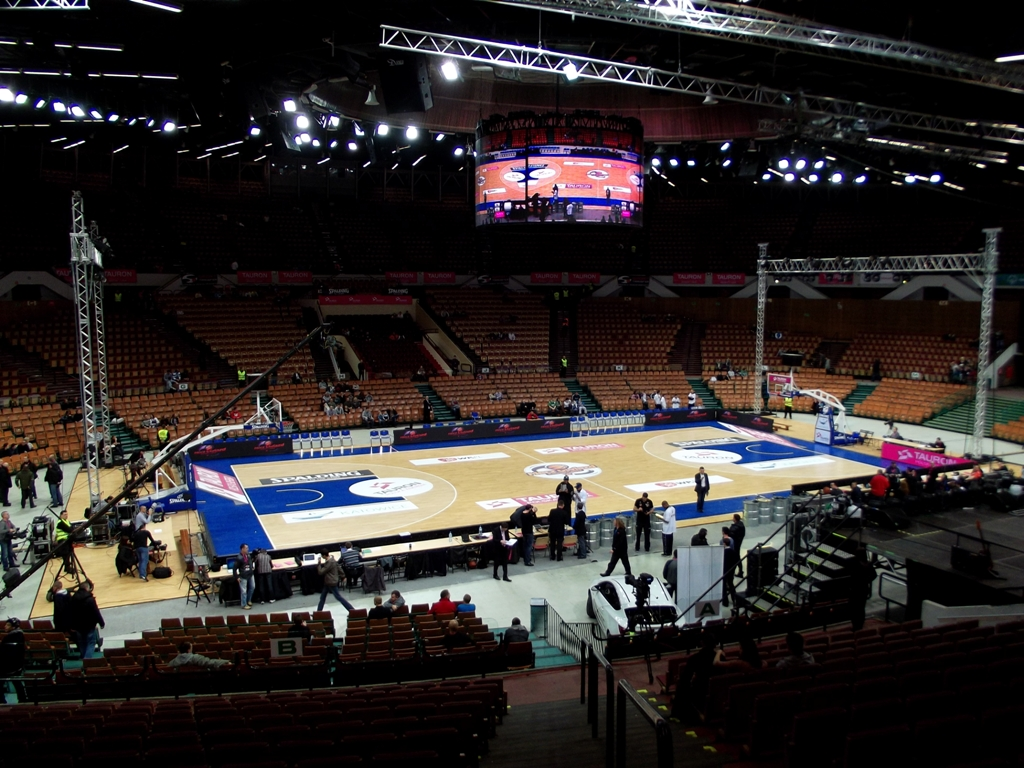
Instantaneu de la partida All-Star Game a Ligii Poloneze de Baschet din 2012.
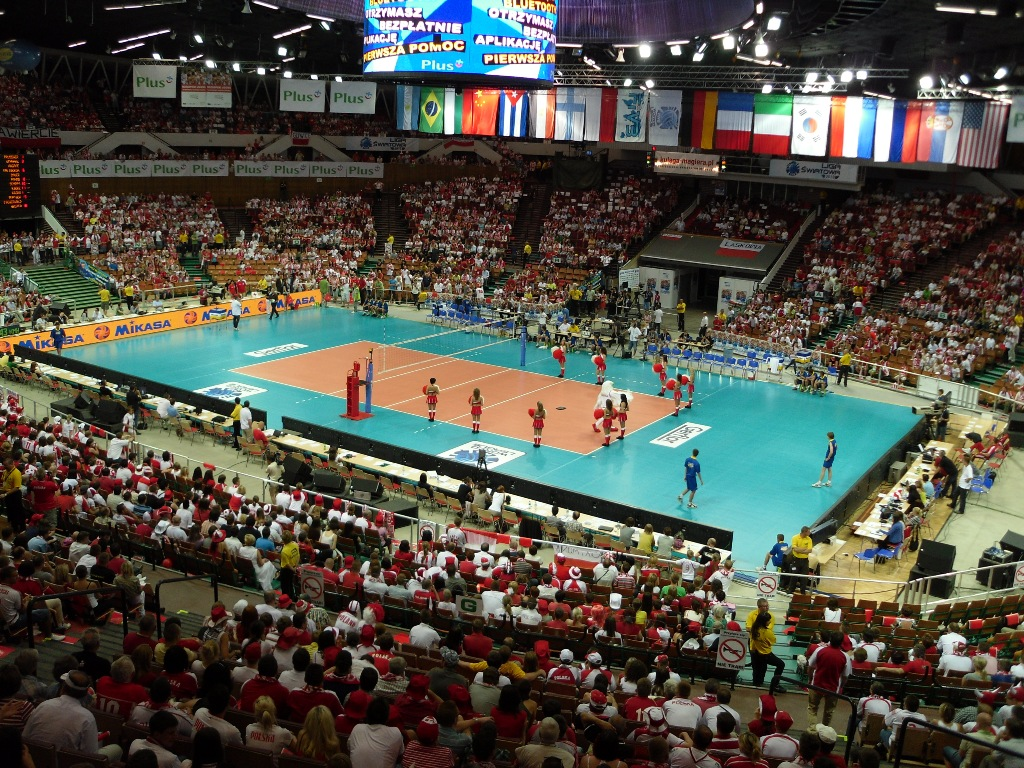
Instantaneu de la partida Polonia - Germania din cadrul Ligii Mondiale de Volei din 2010.
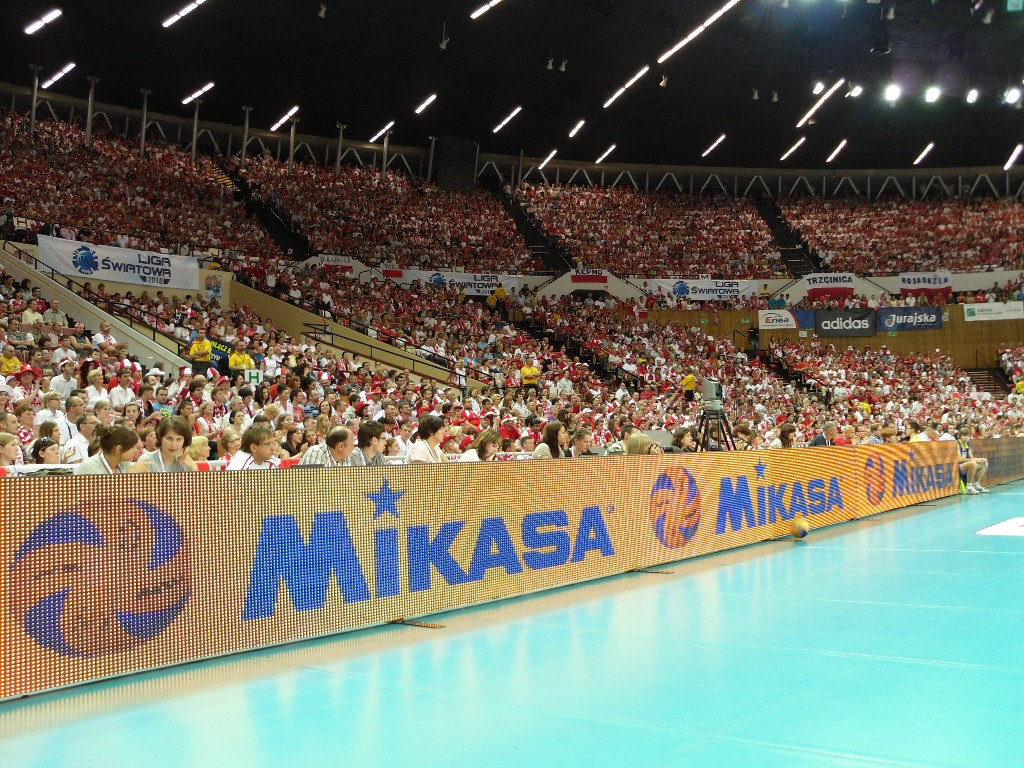
Instantaneu de la partida Polonia - Germania din cadrul Ligii Mondiale de Volei din 2010.
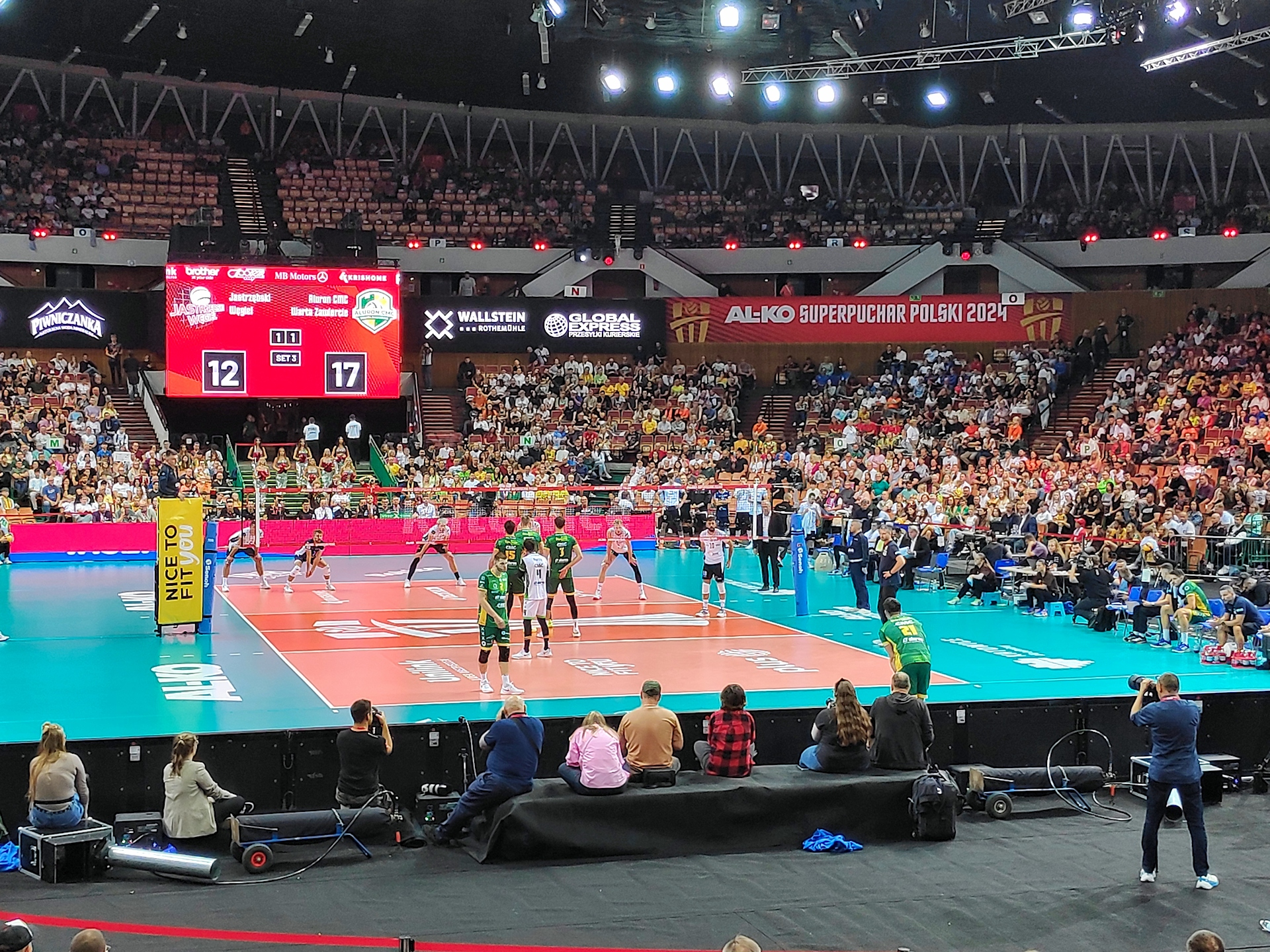
Instantaneu de la partida Jastrzębski Węgiel - Warta Zawiercie, Supercupa Poloniei la Volei Masculin din 2024.
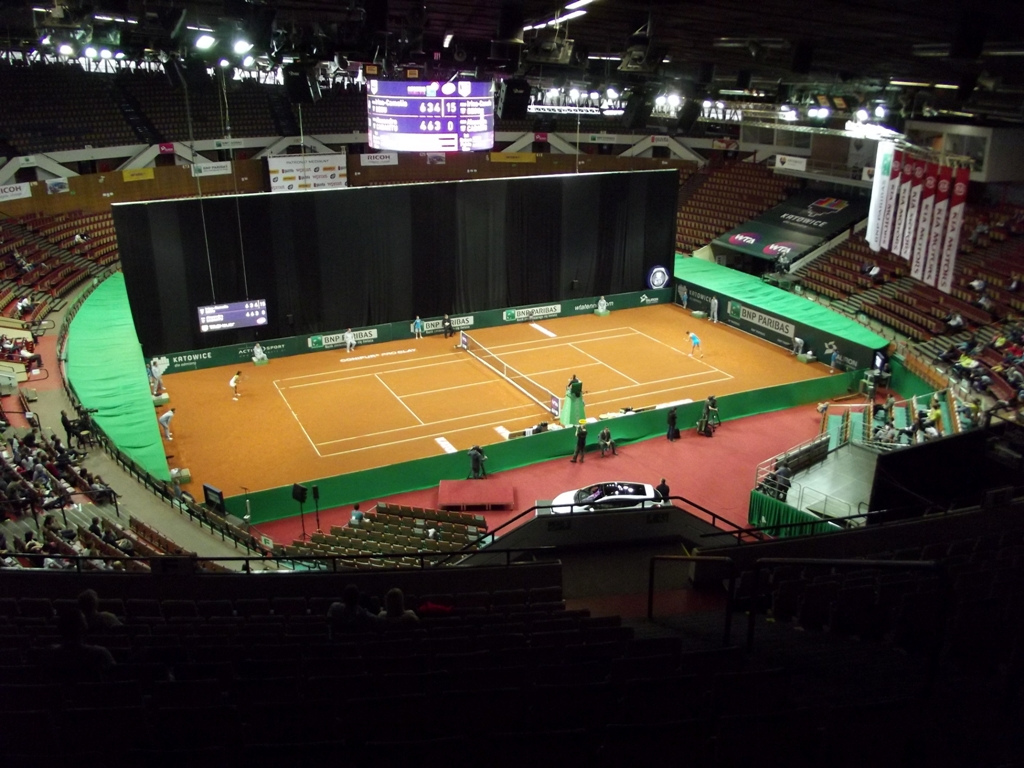
Instantaneu de la Turneul de tenis Katowice Open din 2013.
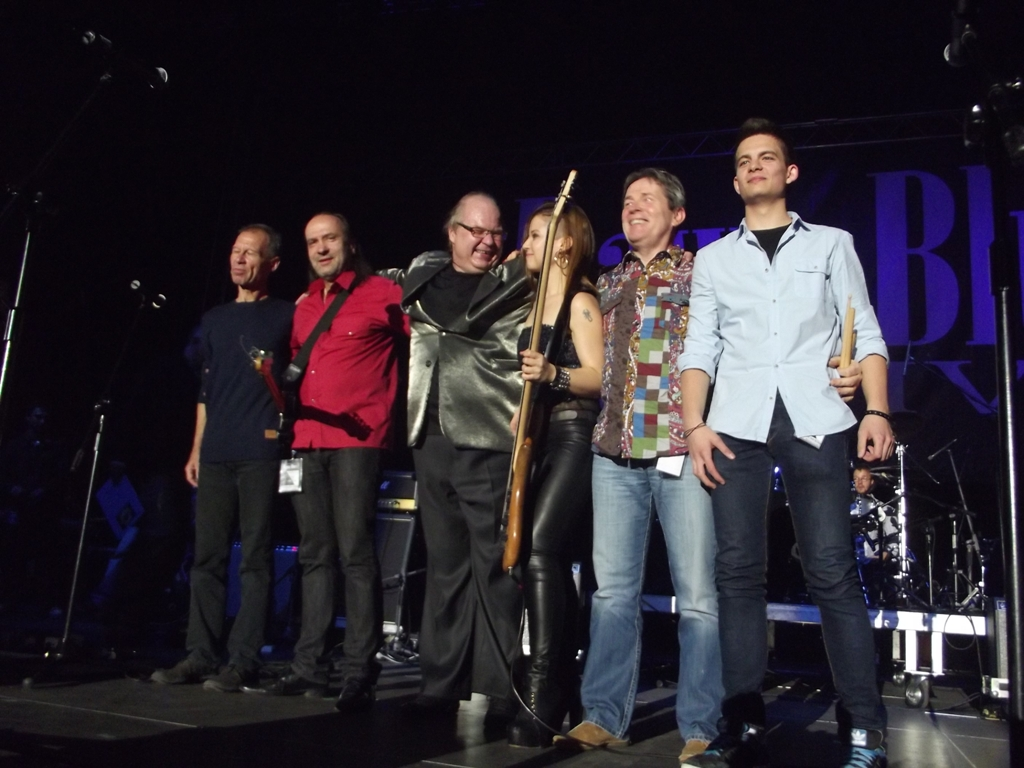
Dr. Blues & Soul Re Vision pe scena festivalului Rawa Blues, ediția a 32-a din 2012.
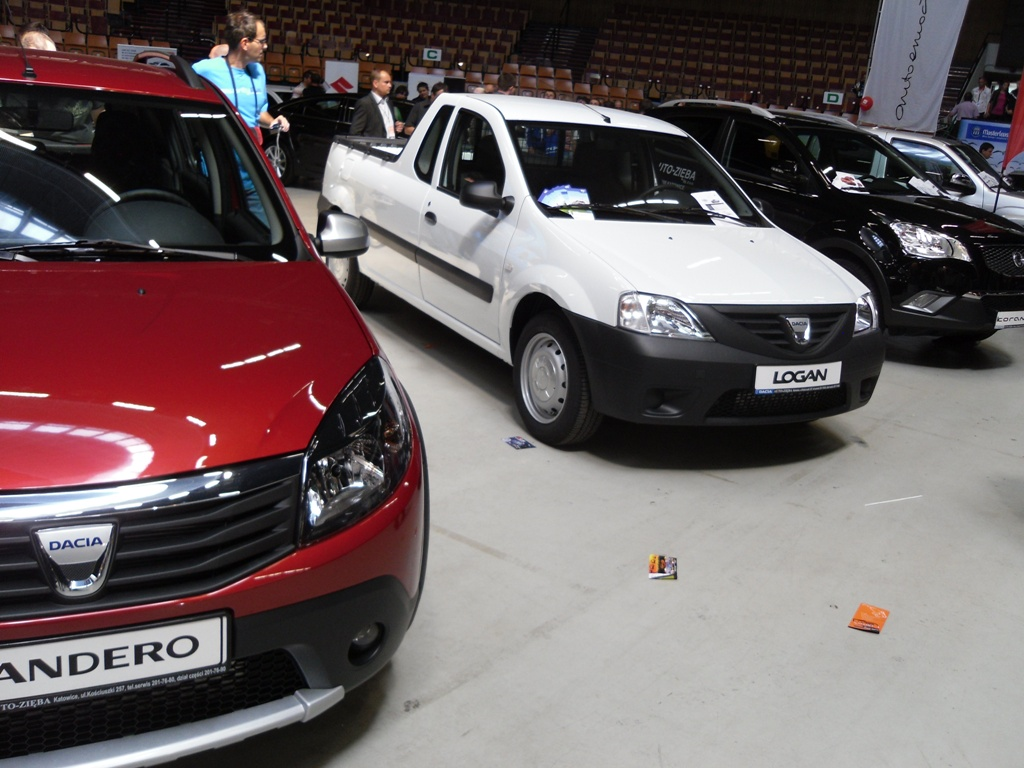
Automobile Dacia la Salonul ProfiAuto din 2011.